# Kevin Leitner
Kevin Leitner (* 14. September 1986) ist ein ehemaliger österreichischer Fußballspieler.

## Karriere
Leitner begann seine Karriere beim SV Union Mautern. 2000 kam er in die Jugend des DSV Leoben. Zwischen 2002 und 2003 spielte er kurzzeitig für den ESV Eisenerz. Nach seiner Rückkehr zum DSV absolvierte er im Mai 2003 sein erstes und einziges Spiel für die Profis von Leoben in der zweiten Liga, als er am 36. Spieltag der Saison 2002/03 gegen den LASK in der 78. Minute für Bruno Friesenbichler eingewechselt wurde.
Nach drei Jahren bei den Amateuren von Leoben kehrte er im Sommer 2006 zu seinem Jugendklub SV Union Mautern zurück. Sein letztes Spiel für Mautern in der siebtklassigen Gebietsliga absolvierte er im November 2011 gegen den ESV St. Michael.